# Jussi
Il premio Jussi è il più importante riconoscimento cinematografico finlandese attribuito annualmente dalla Filmiaura Association.

## Storia

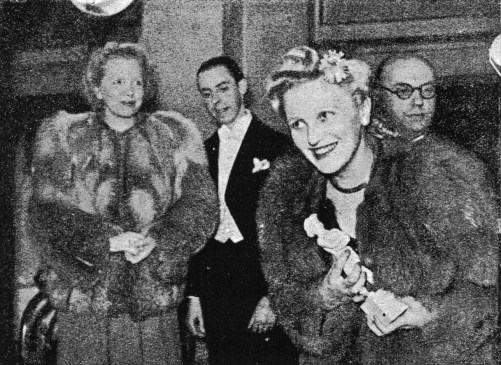
L'attrice Ansa Ikonen con il premio vinto durante la cerimonia del 1944

È ritenuto il più antico premio europeo riservato all'eccellenza del cinema nazionale: la prima cerimonia avvenne infatti in piena seconda guerra mondiale, nel novembre del 1944 in un ristorante della capitale Helsinki.
I premi furono fondati dall'associazione giornalistica Elokuvajournalistit, ma a partire da inizio anni '60 la gestione fu affidata alla Filmiaura Association, che comprende giornalisti e lavoratori del mondo del cinema.
Il nome deriva da un personaggio protagonista di una famosa opera teatrale finlandese, Pohjalaisia; inizialmente, tuttavia, si pensava ad un altro nome, Aino. Il trofeo consiste in una statua creata dallo scultore Ben Renvall raffigurante un uomo nudo con un cappello, che ricorda il personaggio da cui il premio prende il nome.

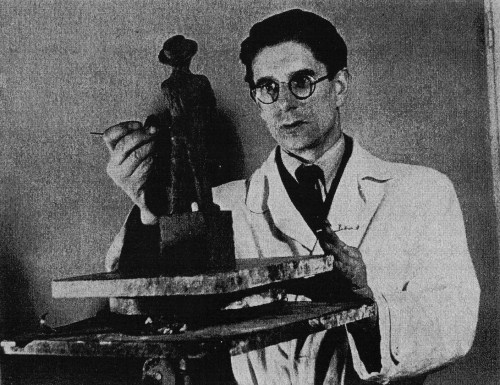
Lo scultore Ben Renvall con una statuetta del premio

Le candidature sono scelte da una giuria di esperti, che cambia annualmente, insieme ad una commissione della Filmiaura. I vincitori sono decretati dal voto degli oltre 600 membri dell'associazione.
Nella prima premiazione figuravano 7 categorie, il premio al miglior film venne assegnato la prima volta nel 1987 mentre il premio agli attori non protagonisti non venne assegnato dal 1966 al 1980. A partire dal 2023 le quattro categorie di recitazione sono state ritirate e sostituite da categorie neutre.

## Categorie

### Premi attuali
- Miglior film (Paras elokuva)[7]
- Migliore regista (Paras ohjaus)
- Miglior interpretazione protagonista (Vuoden pääosa)
- Miglior interpretazione non protagonista (Paras sivuosa)
- Miglior interpretazione esordiente (Vuoden läpimurtorooli)
- Migliore sceneggiatura (Paras käsikirjoitus)
- Migliore scenografia (Paras lavastus)
- Migliori costumi (Paras puvustus)
- Migliore fotografia (Paras kuvaus)
- Miglior montaggio (Paras leikkaus)
- Migliore colonna sonora (Paras elokuvamusiikki)
- Miglior suono (Paras äänisuunnittelu)
- Migliori effetti speciali (Vuoden visuaaliset tehosteet)
- Migliore film documentario (Paras dokumentti)
- Miglior cortometraggio (Vuoden lyhytelokuva)
- Premio del Pubblico (Yleisön  suosikkielokuva-kunniakirja)
- Jussi d'onore alla carriera (betoni-Jussin)

### Premi ritirati
- Migliore attore (Paras miespääosa)
- Migliore attrice (Paras naispääosa)
- Migliore attore non protagonista (Paras miessivuosa)
- Migliore attrice non protagonista (Paras naissivuosa)

## Record
Tra gli artisti che hanno ricevuto il maggior numero di riconoscimenti figurano: Aki Kaurismäki, 4 volte come regista e 3 volte come autore della sceneggiatura; Kati Outinen, 3 volte come migliore attrice.